# Brooke Harrington
Elisabeth Brooke Harrington (* 1968 in den USA) ist eine US-amerikanische Soziologin, Hochschullehrerin und Autorin.

## Leben
1990 erwarb Harrington einen Bachelor-Abschluss in englischer Literatur an der Stanford University. 1996 folgte ihr Master in Soziologie an der Harvard University. 1999 erhielt sie einen Doktortitel in Soziologie. Von 2006 bis 2010 forschte sie in Köln als Wissenschaftliche Mitarbeiterin am Max-Planck-Institut für Gesellschaftsforschung über die verschwiegene Welt der Vermögensverwalter und Offshore-Finanzplätze. Ab 2010 hatte sie eine außerordentliche Professur für Soziologie an der Copenhagen Business School in Dänemark mit den Schwerpunkten Organisationssoziologie und der Erforschung sozialer Ungleichheit.
Über ihre Forschungsergebnisse veröffentlichte sie 2016 bei Harvard University Press das Buch Capital without Borders: Wealth Managers and the One Percent, wofür sie 2018 den „Outstanding Book Award“ erhielt.
Seit 2019 forscht sie an der Ivy-League-Universität Dartmouth College in New Hampshire, USA über die Welt der Superreichen, deren Steueroasen und Steuervermeidungsstrategien mit Hilfe von Vermögensverwaltern.
Im September 2024 veröffentlichte sie ihr erstes deutschsprachiges Buch unter dem Titel „Offshore - Wie Vermögensverwalter Reichtum tarnen und einen neuen Kolonialismus schaffen“.

„Um reich zu bleiben, sollten Sie zwei Dinge nicht zahlen: Ihre Schulden und Ihre Steuern.“

## Veröffentlichungen
- Offshore. Wie Vermögensverwalter Reichtum tarnen und einen neuen Kolonialismus schaffen. Campus, Frankfurt am Main 2024, ISBN 978-3-593-51912-8.
- Complex systems of secrecy: the offshore networks of oligarchs, Co-Autorin mit Ho-Chun Herbert Chang, Feng Fu und Daniel N Rockmore, PNAS (2023)[11]
- Regional variation in tax compliance and the role of culture, in: Economia politica, S. 1–14 (2022)
- Capital without Borders: Wealth Managers and the One Percent, Harvard United Press (2016)
- Trust and estate planning, Köln, MPIFG (2009)
- Pop Finance: Investment Clubs and the New Investor Populism, Princeton University Press (2008)
- Capital and Community. Findings from the American Investment Craze of the 1990s, in: Economic sociology Bd. 8, Nr. 3
- Dollars and difference: The "diversity premium" in organizational demography, (1999)[12]
- Autorin Brook Harrington, The Atlantic